# Four Corners (Montana)
Four Corners é uma Região censo-designada localizada no estado americano de Montana, no Condado de Gallatin.

## Demografia
Segundo o censo americano de 2000, a sua população era de 1828 habitantes.

## Geografia
De acordo com o United States Census Bureau tem uma área de
26,7 km², dos quais 26,5 km² cobertos por terra e 0,2 km² cobertos por água.

## Localidades na vizinhança
O diagrama seguinte representa as localidades num raio de 36 km ao redor de Four Corners.